# Боднарский, Богдан Степанович
Богда́н Степа́нович Бодна́рский (23 июня [5 июля] 1874, Радзивилов, Волынская губерния — 24 ноября 1968, Москва, Московская область) — русский и советский книговед, библиограф, организатор библиотечного дела. Доктор педагогических наук (1943), профессор (1921). Заслуженный деятель науки РСФСР (1945).
Редактор первого русского библиографического журнала — «Библиографические известия» (1913—1929). Председатель Русского библиографического общества при Императорском Московском университете (1920—1929).
Награждён орденом Трудового Красного Знамени.
Брат географа М. С. Боднарского (1870—1953).

## Биография
В 1901 году окончил юридический факультет Московского университета, а в 1910 году — Московский археологический институт.
Член Русского библиографического общества при Московском университете (с 1909; с 1910 года — секретарь, а в 1920—1929 годах — его председатель) и Русского библиологического общества. Являлся бессменным редактором издававшегося обществом журнала «Библиографические известия» (1913—1929).
Организатор и первый директор Российской центральной книжной палаты (август 1920—1921, Москва), затем директор Российского библиографического института (1921—1922).
Читал курсы библиографии и библиотековедения в вузах Москвы (городской университет им. А. Л. Шанявского, Московский университет) и Ленинграда. В 1940—1956 годах был профессором Московского библиотечного института; в 1942—1949 годах заведовал в нём кафедрой библиографии.
Умер 24 ноября 1968 года в Москве. Похоронен на Ваганьковском кладбище (участок 43С).

## Научная деятельность
Представлял Русское библиографическое общество на Международном библиографическом конгрессе (1910, Брюссель), выступив с докладом «Распространение библиографической децимальной классификации в России». Принимал непосредственное участие в работах Международного библиографического института в Брюсселе, где изучал международную десятичную классификацию знаний на месте её создания, под руководством основателя института Поля Отле (1868—1944).
С 1908 года в России замечается резкий перелом в отношении к десятичной классификации. Многочисленными докладами в разнообразных обществах и собраниях Боднарскому удалось пробить брешь равнодушия к десятичной классификации как в академической среде, так и в кругу лиц, интересующихся библиотечным делом. В итоге это привело к широкому внедрению в библиотеках СССР единой десятичной системы.
Редактировал «Бюллетень книжных новостей» (1909—1910) и «Бюллетень книжных и литературных новостей», библиографический отдел «Бюллетеней литературы и жизни» (1911—1917).
Главный труд Боднарского — «Библиография русской библиографии» (списки печатались сначала в журнале «Библиографические известия», а затем издавались отдельно) — содержит обзор русской библиографической литературы с 1913 по 1925 год и за 1929 год.
За 70 лет своей работы Боднарский собрал богатую библиотеку, в которой было много уникальных изданий. Книговедческая библиотека Боднарского и архив, включающий переписку с книговедами, переведены в фонд Российской государственной библиотеки (Москва). Архив (более 2 тысяч единиц хранения) составляет фонд 573 в Отделе рукописей указанной библиотеки.

## Основные работы
- «Справочный указатель книг и журналов, арестованных с 17 окт. 1905 г.» (вып. 1—4, 1908—1910).
- «Международная десятичная классификация и десятичная классификация Дьюи» (в книге: «Труды 1-го Всерос. съезда библиотечных работников Красной Армии и Флота», 1922).
- «Библиография произведений Л. Н. Толстого до 7 нояб. 1910» (1910).
- «Библиография произведений Л. Н. Толстого с 7 нояб. 1910 до 1912» («Толстовский ежегодник», 1912).

### «Библиография русской библиографии»
- Боднарский Б. С. Библиография русской библиографии. Библиографическая литература с января 1913 по декабрь 1917 г. включительно. — М.: Тип. т-ва Рябушинских (отдельные оттиски из журнала «Библиографические известия»), 1913—1917. — 466 с.
- Боднарский Б. С. Библиография русской библиографии. Библиографическая литература за январь 1918 г. — декабрь 1922 г. включительно. — М.: Интернац. (39-я) тип. Мосполиграфа (отдельные оттиски из журнала «Библиографические известия»), 1923. — 130 с.
- Боднарский Б. С. Библиография русской библиографии. Библиографическая литература за январь 1923 г. — декабрь 1925 г. включительно. — М.: 13-я типо-цинк. «Мысль печатника» (отдельные оттиски из журнала «Библиографические известия»), 1926. — 218 с.
- Боднарский Б. С. Библиография русской библиографии. Библиографическая литература за 1929 год. — М.: [Б. и.] (отдельные оттиски из журнала «Библиографические известия»), 1930. — 110 с.[2]